# AL Волка
AL Волка (лат. AL Lupi) — одиночная переменная звезда в созвездии Волка на расстоянии (вычисленном из значения параллакса) приблизительно 16382 световых лет (около 5023 парсека) от Солнца. Видимая звёздная величина звезды — от +16,4m до +14m.

## Характеристики
AL Волка — оранжевая переменная звезда (S:) спектрального класса K. Эффективная температура — около 4609 K.